# Jefferson (Staat)

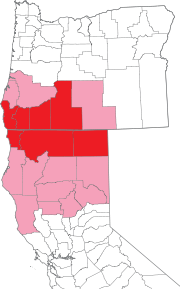
Karte von Oregon und dem nördlichen Kalifornien mit dem Gebiet, das der Staat Jefferson umfassen sollte.
Dunkelrot: Gebiet des 1941 proklamierten Staates
Hellrot: Weitere Gebiete, die laut Befürwortern eines eigenen Staates zu Jefferson gehören sollten

Vorgeschlagene Flagge von Jefferson

Jefferson war der vorgeschlagene Name für einen Bundesstaat der USA, der nach dem Wunsch einer kurzlebigen separatistischen Kampagne aus Gebieten im Süden Oregons und dem Norden Kaliforniens geschaffen werden sollte. Die Namensgebung geht auf Thomas Jefferson, den dritten Präsidenten der USA zurück.
Im Oktober 1941 kündigte der Bürgermeister von Port Orford (Oregon), Gilbert Gable, an, dass sich die Countys Curry, Josephine, Jackson, Klamath (jeweils im südlichen Oregon), Del Norte, Siskiyou und Modoc (im nördlichen Kalifornien) zu einem neuen Bundesstaat zusammenschließen wollen. Der Grund war, dass sich die wenig technisierten Gebiete im Verhältnis zum reichen Süden Kaliforniens vernachlässigt fühlten, ausschlaggebend war letztlich der miserable Straßenzustand. Yreka im County Siskiyou wurde provisorische Hauptstadt, eine eigene Flagge und ein Wappen wurden eingeführt. Am 27. November 1941 wurde die Unabhängigkeit von Oregon und Kalifornien proklamiert, eine Gruppe bewaffneter Männer blockierte die Route 99 und verteilte Abschriften der Unabhängigkeits-Proklamation.
Die Sezession wurde jedoch rasch beendet: Zunächst verstarb der Initiator, Bürgermeister Gable, am 2. Dezember, weitere fünf Tage später rückten mit dem japanischen Angriff auf Pearl Harbor wichtigere nationale Interessen in den Mittelpunkt.
Genau 60 Jahre später, 2001, gab es im Norden Kaliforniens eine erneute Kampagne zur Errichtung eines eigenen Bundesstaates Upstate California. Die Vertreter der Sezession machen die Interessen des ländlichen Raums gegen die von Großstädten und Metropolregionen bestimmte Politik des Bundesstaats Kalifornien geltend. Während ein großer Teil ihrer Forderungen der politischen Rechten entstammt (Waffenkontrolle, Rolle der Bundesregierung), vertreten sie aber auch liberale oder libertäre Positionen wie die Legalisierung von Marihuana.
Nach mehreren Jahren der Diskussion auf niedrigem Niveau, stimmte der Verwaltungsrat des Siskiyou County Anfang September 2013 mit vier zu einer Stimme für die Loslösung von Kalifornien und Gründung von Jefferson State. Zentrale Argumente waren Arbeits- und Aussichtslosigkeit der Region, weil traditionelle Wirtschaftszweige wie Land- und Forstwirtschaft, sowie Jagd und Fischerei mit den entsprechenden touristischen Möglichkeiten durch Gesetze der Bundesregierung mit Billigung Kaliforniens zu weit eingeschränkt würden.